# Lycorina moralesi
Lycorina moralesi là một loài tò vò trong họ Ichneumonidae.